# Aeroporto Internazionale di Tuzla
L'aeroporto Internazionale di Tuzla, o anche semplicemente aeroporto di Tuzla (in bosniaco Međunarodni aerodrom Tuzla; in croato Međunarodna zračna luka Tuzla; in serbo Међународни аеродром Тузла?), (IATA: TZL, ICAO: LQTZ) e noto con il nome commerciale di Tuzla International Airport, è un aeroporto bosniaco situato presso la città di Tuzla, nell'omonimo cantone; l'aeroporto si trova nel territorio comunale di Živinice, 15 km a sud del capoluogo. Con 259 074 passeggeri nel 2015 l'aeroporto è il secondo in Bosnia ed Erzegovina per numero di passeggeri, dopo l'aeroporto di Sarajevo. Nella stessa area dell'aeroporto si trova l'aeroporto militare di Tuzla.

## Storia

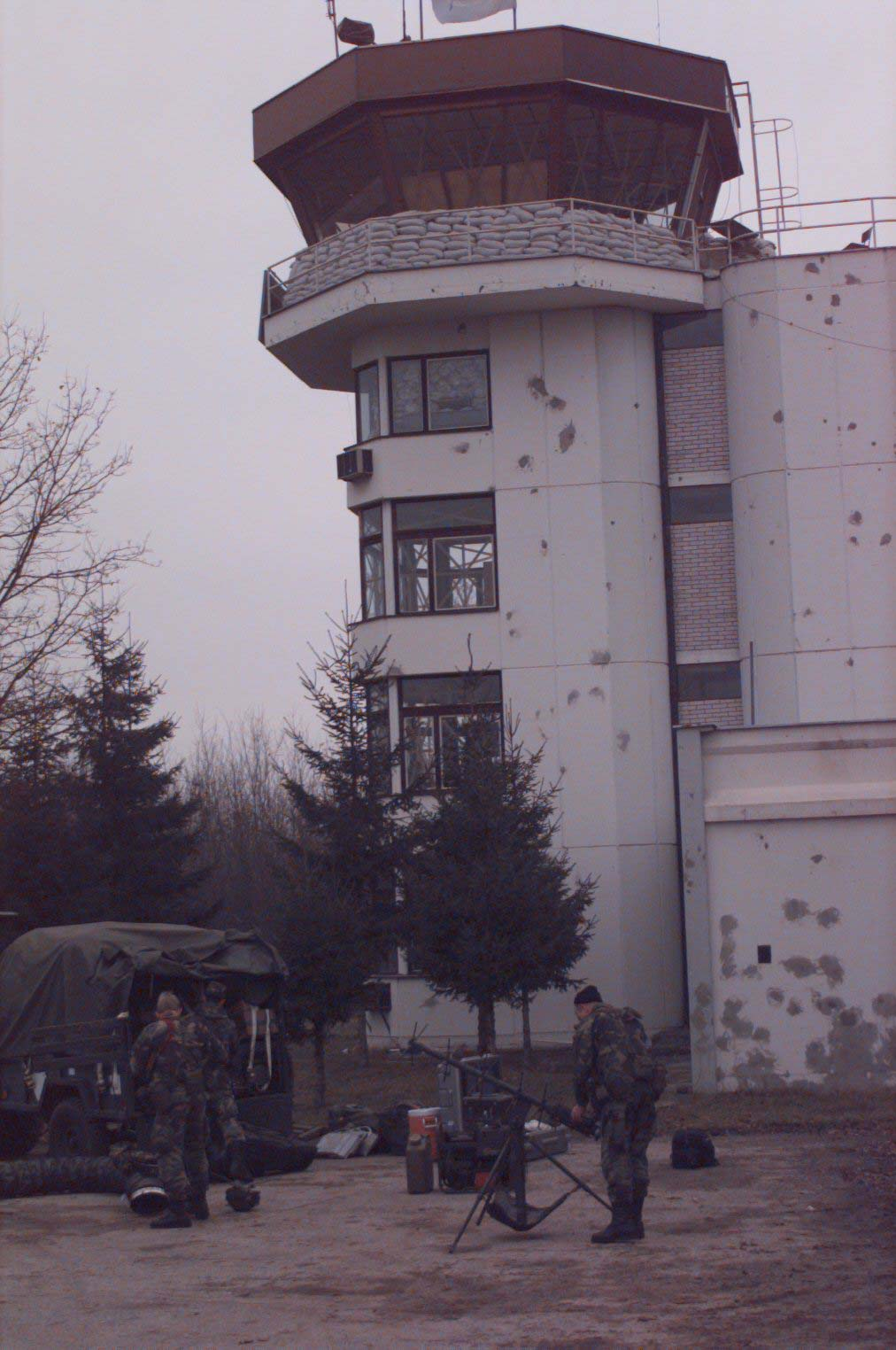
La torre di controllo dell'aeroporto nel 1995.

Ai tempi dell ex-Jugoslavia l'aeroporto di Tuzla era il più grande aeroporto militare del Paese ed ospitava il 350º squadrone di ricognizione aerea. Allo scoppio della guerra in Bosnia ed Erzegovina nel 1992 lo scalo fu posto sotto il controllo della forza di protezione delle Nazioni Unite (UNPROFOR) fino al 1996, quando divenne l'hub principale per le Implementation Force (IFOR), in carica per l'implementazione delle condizioni previste dagli accordi di Dayton.
Nel 1998 il Cantone di Tuzla decretò la conversione della struttura ad aeroporto civile. L'aeroporto internazionale di Tuzla aprì il 10 ottobre 1998.
Dopo il ritiro completo dei contingenti militari internazionali, il gestore dell'aeroporto internazionale di Tuzla cominciò ad implementare i requisiti tecnici previsti dall'organizzazione internazionale dell'aviazione civile (ICAO) finché il 5 giugno 2008 l'aeroporto ottenne il certificato provvisorio per uso aeroportuale pubblico per il trasporto aereo internazionale valido per un anno, mentre il certificato definitivo fu ricevuto il 5 giugno 2009, dopo un controllo da parte di enti autorizzati dall'aviazione civile della Bosnia ed Erzegovina.
Nel giugno del 2015 la compagnia aerea a basso costo ungherese Wizz Air aprì una base operativa presso lo scalo di Tuzla, formalmente facendone la base per un Airbus A320. In seguito lo scalo bosniaco divenne un hub per la compagnia low-cost con un bacino di utenza che include Croazia e Serbia, incrementando considerevolmente il traffico e moltiplicando le destinazioni internazionali.

## Terminal

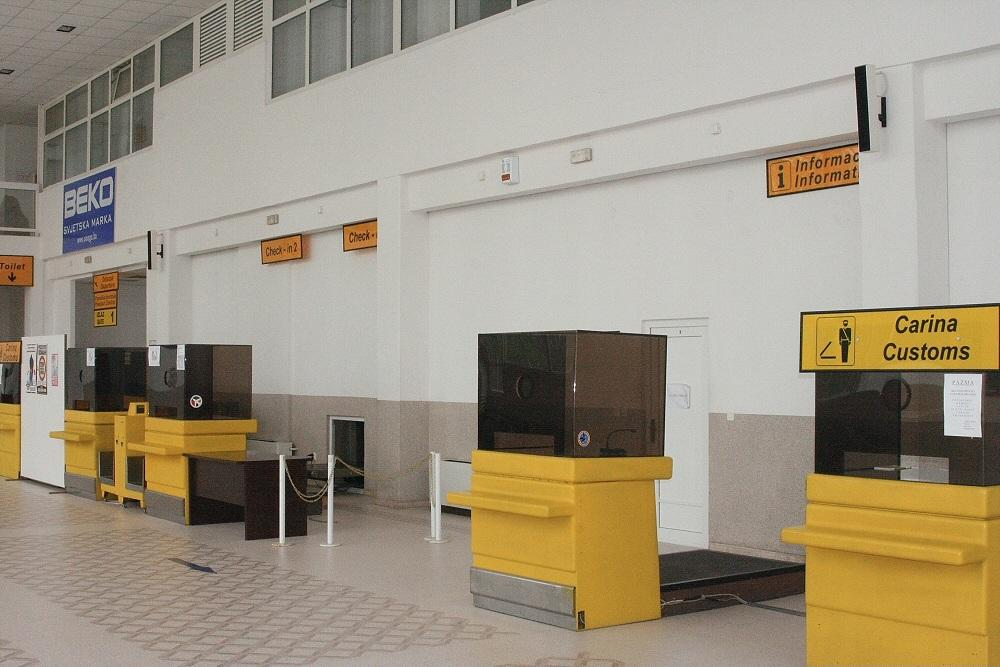
L'area per il controllo passaporti.

L'edificio del terminal passeggeri è stato aperto nel 1998 con una capacità massima di 350 passeggeri l'ora. Questo è equipaggiato con un gate per arrivi e partenze, due banchi per il check-in, servizi per passeggeri portatori di handicap, banchi di biglietteria aerea e servizi di sicurezza di frontiera equipaggiati con scanner a raggi X e controlli doganali. Con l'aumento del traffico dei passeggeri del 2015 il governo del cantone di Tuzla ha stanziato 2 milioni di BAM (1 milione di euro) per la costruzione di un secondo terminal oltre a 500.000 BAM per l'installazione del sistema luminoso di avvicinamento ALS per la pista di atterraggio.
Presso il terminal si trovano anche agenzie di autonoleggio, mentre all'esterno il terminal è dotato di diversi parcheggi.

## Aree di stazionamento e manovra

### Aree di stazionamento
L'aeroporto internazionale di Tuzla è dotato di tre aree di stazionamento, di cui due in funzione al momento: una per gli aerei passeggeri ed una per il traffico merci, ciascuna di dimensioni 116 x 106 m. Le aree di stazionamento sono state progettate per qualsiasi tipo di aeromobile: due aerei di dimensione media come il Boeing 737 o l'Airbus A320 possono essere parcheggiati contemporaneamente nei pressi del terminal passeggeri. Per l'area dedicata ai cargo, due Ilyushin Il-76 o Airbus A330 possono essere presenti allo stesso tempo in due posizioni separate o, alternativamente, un Antonov An-124 Ruslan o un Boeing 747 in sola posizione di carico.
L'aeroporto di Tuzla ha firmato accordi per 130 voli per trasporto merci nel 2016 con Turkish Airlines; un altro vettore per voli cargo è il turco MyCargo.
Per via del doppio utilizzo (civile e militare) dell'aeroporto internazionale di Tuzla, di fianco alla pista di rullaggio F, ci sono 31 postazioni per il parcheggio di elicotteri Bell UH-1 o simili, a servizio del 3º squadrone elicotteri della Brigata Aeronautica e Difesa Aerea.

### Aree di manovra
Tra le aree di manovra, l'aeroporto di Tuzla conta cinque vie di rullaggio (denominate A, B, C, D, E e F, quest'ultima parallela alla pista di atterraggio) e una sola pista di atterraggio con orientamento 94°/274° (09/27) di dimensioni 2485 x 45 m.
L'aeroporto è classificato dall'ICAO come ILS CAT I.

## Statistiche

### Passeggeri
| Mese/ Anno | gennaio | febbraio | marzo  | aprile | Maggio | giugno | luglio | agosto | settembre | ottobre | novembre | dicembre | Totale  | Var.      |
| ---------- | ------- | -------- | ------ | ------ | ------ | ------ | ------ | ------ | --------- | ------- | -------- | -------- | ------- | --------- |
| 2016       | 19.235  | 19.939   | 23.598 | 24.829 | 27.326 | 26.673 | -      | -      | -         | -       | -        | -        | 141.600 | +46,8%    |
| 2015       | 12.960  | 12.005   | 14.474 | 17.311 | 18.082 | 21.563 | 33.666 | 33.007 | 28.900    | 27.167  | 22.462   | 17.427   | 259.074 | +71,2%    |
| 2014       | 8.276   | 6.455    | 7.289  | 9.495  | 9.343  | 12.195 | 19.887 | 19.253 | 16.967    | 16.299  | 12.363   | 13.531   | 151.353 | +146,1%   |
| 2013       | 1       | 0        | 0      | 0      | 455    | 6.251  | 11.868 | 11.000 | 9.071     | 8.673   | 7.359    | 6.835    | 61.513  | +1.367,7% |
| 2012       | 8       | 0        | 51     | 13     | 2      | 854    | 1.762  | 1.243  | 195       | 59      | 4        | 0        | 4.191   | -7,4%     |
| 2011       | 0       | 0        | 12     | 54     | 8      | 1.143  | 1.506  | 965    | 10        | 426     | 403      | 0        | 4.527   | -         |

### Rotte più trafficate
| Pos. | Aeroporto                 | Passeggeri tot. (in partenza e arrivo, 2015) |
| ---- | ------------------------- | -------------------------------------------- |
| 1    | Dortmund                  | 43 502                                       |
| 2    | Göteborg-Landvetter       | 42 875                                       |
| 3    | Malmö-Sturup              | 37 341                                       |
| 4    | Basilea-Mulhouse-Friburgo | 36 978                                       |